# Can't Take My Eyes Off You
"Can't Take My Eyes Off You"는 1967년 7월 27일에 미국에서 발매된 프랭키 밸리의 노래이다. 솔로 싱글로 히트 시키고 나중에 음반 Frankie Valli Solo에 수록되었다.